# Lassi Karonen
Per Lassi Karonen, född den 17 mars 1976 i Djura i Leksands kommun,  är en svensk roddare som ror för Brudpiga RK.

## Biografi
Karonens mor är svensk och hans far är finsk. Han bor i Uppsala och genom samarbetet med Uppsala Akademiska Roddarsällskap tränar han så länge det är isfritt dagligdags på Fyrisån. Han började sin roddkarriär som kyrkbåtsroddare och motionär. Elitsatsningen inleddes så sent som vid 26 års ålder och sex år senare deltog han för första gången i OS, Olympiska sommarspelen 2008 i Peking.
På fritiden spelar han fiol och åker längdskidor. Familjen består av sambo, en son och en dotter.

## Karriär
Karonen har vunnit svenska mästerskapen i rodd i klassen singelsculler flera gånger; senaste SM-guldet togs 2012 på Magelungen, Farsta. Karonen har även tillsammans med sin tränare Per "Pliggen" Andersson vunnit flera SM-tecken i klassen dubbelsculler. På SM 2011 vann Karonen SM-guld i dubbelsculler tillsammans med Thomas Nääs.
Karonen har haft framgångar på världscupen i rodd i klassen singelsculler och har även flera framskjutna placeringar på världsmästerskapen. Vid VM 2007 i München renderade Karonens sjätteplats inte bara som dennes bästa resultat vid ett världsmästerskap utan innebar även en kvalificering till de Olympiska sommarspelen 2008 i Peking, där han blev 6:a. Vid Olympiska sommarspelen 2012 i London blev Karonen fyra, i singelsculler. Under EM 2010 tog Karonen silver, vilken är hans främsta mästerskapsplacering.
Karonen har även meriter från Vasaloppet där han bland annat slutade 102:a 2009, samt på 100:e plats 2010.
Karonens fysiska kvalitéer har uppmärksammats inom den svenska idrottsliga världen. Syreupptagningsförmågan är uppmätt till 7,19 l/min, vilket är det högsta värde som någonsin uppmätts inom svensk idrott.

### Fotnoter
1. ↑  Sveriges befolkning
1990:
Karonen, Per Lassi
2. 1 2 3 4  SOK - Lassi Karonen
3. ↑  ”Lassi Karonen”. London2012.com. Arkiverad från originalet den 28 januari 2013. https://archive.is/20130128013914/http://www.london2012.com/athlete/karonen-lassi-1018428/. Läst 10 augusti 2012.
4. ↑  Resultatlista SM 2012, pdf
5. ↑  Men's Single Sculls - Olympic Rowing London 2012